# Паново (селище, Ребріхинський район)
Пано́во (рос. Паново) — селище у складі Ребріхинського району Алтайського краю, Росія. Входить до складу Пановської сільської ради.

## Населення
Населення — 27 осіб (2010; 41 у 2002).
Національний склад (станом на 2002 рік):
- росіяни — 98 %